# Berzosa de Bureba
Berzosa de Bureba település Spanyolországban, Burgos tartományban. Berzosa de Bureba Briviesca, La Vid de Bureba, Busto de Bureba, Fuentebureba és Grisaleña községekkel határos. Lakosainak száma 26 fő (2024).

## Népesség
A település népessége az utóbbi években az alábbiak szerint változott:
| Lakosok száma | 49   | 48   | 45   | 41   | 42   | 34   | 30   | 29   | 27   | 26   |
|               | 2001 | 2004 | 2006 | 2009 | 2011 | 2014 | 2016 | 2019 | 2021 | 2024 |